# Henrik II. (istrski mejni grof)
Henrik II. Istrski mejni grof ( včasih imenovan tudi Henrik IV. ), Rojen caa.1175 in umrl 18. julija 1228 v Slovenj Gradcu (Windischgraz), je bil plemič iz rodbine Andeških, ki je vladal v Istrski marki in na Kranjskem med leti 1204 in 1228. Podedoval je grofijo Kamnik ( Kamnik na Gorenjskem ) in s poroko razširil svoje posesti na Slovensko marko. Umrl je brez otrok in njegovo premoženje je sčasoma podedovala njegova nečakinja Neža Meranska.

## Življenje
Bil je drugi sin Bertolda IV., Vojvode Meranije in Neže iz Rochlitza, hči Dedija III., Lužiškega mejnega grofa iz plemiškega rodu Wettin .
Po očetovi smrti leta 1204 je Henrik prevzel naslov mejnega grofa Istrsko-Krajnske marke in posesti ležeče južno od Donave. V sami Istri je Beneška republika izvajala močan pritisk v vojaškem in gospodarskem smislu in je tako rekoč prevladovala na polotoku. Politike beneškega doža Enrica Dandola so v regiji pustile močan pečat. Ko sta se trgovina in vpliv prenesla na Benetke, je Istra postajala vse šibkejša.
Leta 1207 se je Henrik II. poročil s Sofijo, hčerko in dedinjo grofa Alberta Višnjegorskega (umrl 1209) v sodobni Sloveniji, v kateri so Andeški v Slovensko marko vložiti precej veliko. Zakon je ostal brez otrok.
Nato so leta 1208 imeli Andeški in tudi Henrik II. nesrečo, da je bil ob napačnem času na napačnem mestu: postal je sokrivec umora švabskega kralja Filipa po poroki njegovega najstarejšega brata, Otona I, vojvode Meranskega in njegove neveste Beatrice II., Burgundske grofice v Bambergu, sedežu njegovega najstarejšega brata Ekberta, škofa bamberškega in tistega, ki je vodil poroko. Danes ta incident šteje za sramoto rodbine Wittelsbach. Zaradi naglega padca Andeških v nemilost sta Henrik II. in škof Ekbert izgubila vse pravice, premoženje, dostojanstvo in prihodke ter sta morala zaradi varnosti leta 1209 zbežati k svoji sestri, Gertrudi, madžarski kraljici, na Madžarsko.
Leta 1211 se je Ekbert lahko vrnil na svoje posesti, a Henrik II. si je lahko povrnil le Slovensko marko; medtem ko so mu njegove tirolske in bavarske posesti ostale izgubljene. Čeprav je bil povezan z Oglejem - njegov mlajši brat Bertold je bil tam patriarh od 1218 do 1251 - in Leopoldom VI, avstrijskim vojvodo, je bil kot zasebnik večinoma omejen na svoji in Sophijini posesti na poznejših Spodnjem Štajerskem in v Krajini. Leta 1220 mu je bilo "dovoljeno" sodelovanje kot priče pri potrditvi podelitve njegove nekdanje Marke Bertholdu.
Maja 1228 je bil sklenjen sporazum med Henrikom II. in Ludvikom I., bavarskim vojvodo, ki mu je odvzel večino njegovih posesti. Vrnili so mu nekaj zemljišč in pravic, nato pa ga je julija v Slovenj Gradcu nenadoma doletela smrt. Pokopali so ga v opatiji Dießen. Njegove stare bavarske posesti je verjetno podedoval njegov brat Oto, medtem ko so Višnjegoske posesti ostale nekaj časa pod Sofijo.